# Marie de Trébizonde
 (mars 2018).
Si vous disposez d'ouvrages ou d'articles de référence ou si vous connaissez des sites web de qualité traitant du thème abordé ici, merci de compléter l'article en donnant les références utiles à sa vérifiabilité et en les liant à la section « Notes et références ».
Titre
Impératrice byzantine
17 septembre 1427 – décembre 1439
Marie Megale Comnène (en grec: Μαρία Μεγάλη Κομνηνή), connue sous le nom de Marie de Trébizonde (en grec: Μαρία της Τραπεζούντας), (morte le 17 décembre 1439) est une impératrice byzantine mariée à l'empereur byzantin Jean VIII Paléologue (1425-1448). Elle est la dernière épouse de l’empereur de l'Empire byzantin.
Marie de Trébizonde est l'une des trois filles d'Alexis IV de Trébizonde et Théodora Cantacuzène.

## Biographie
En septembre 1427, Maria épousa Jean VIII Paléologue à Constantinople, étant arrivée par bateau de Trébizonde le dernier jour d'août ; le mariage avait été négocié par des ambassadeurs envoyés de Constantinople l'année précédente. George Sphrantzes la décrit comme Maria Comnène, fille d'Alexis l'Empereur de Trebizonde, et place la cérémonie dans l'année 6936 du calendrier byzantin, établissant ainsi la date. L'Ecthesis Chronica l'appelle Maria Katacuzène (Katacuzène était une variante de Cantacuzène) et exalte sa beauté exceptionnelle qui a fait que Jean VIII l'aime tendrement. Le mariage est célébré par le patriarche Joseph II de Constantinople a été enregistré dans l'histoire de Doukas, qui l'appelle simplement Marie, fille d'Alexis Comnène, empereur de Trébizonde.
Bertrandon de la Broquière, qui la vit à Constantinople en 1432, loua également sa beauté en déclarant: «Je n'aurais pas eu tort de la trouver si elle n'avait pas été peinte, et assurément elle n'en avait pas besoin.»
Le voyageur espagnol Pero Tafur a rencontré Marie en Novembre 1437 quand il a visité Constantinople, et nous donne un aperçu de sa vie quotidienne. Pendant son séjour à Constantinople, Tafur a constaté qu'elle allait souvent chasser dans la campagne adjacente, seule ou avec l'Empereur. Il ajoute qu'il a rencontré son frère aîné, Alexandre, dans cette ville, où il vivait «en exil avec sa sœur l'impératrice, et ils disent que ses relations avec elle sont malhonnêtes.» Quand Pero Tafur est retourné à Constantinople quelques mois plus tard, il a demandé à être montré à Sainte-Sophie, ses hôtes inclus non seulement le Despote Constantin, mais Marie et son frère Alexandre, qui avaient tous voulu entendre la messe là-bas.
Le mariage de Marie avec Jean VIII Paléologue dura douze ans mais n'aboutit à aucun enfant. Georges Sphrantzès  enregistre la date de sa mort, tandis que l'empereur était en Italie au Conseil de Florence. Steven Runciman a attribué sa mort à la peste bubonique. Elle a été enterrée dans l'église du monastère Pantokrator à Constantinople. Jean Eugenicos, frère de Marc d'Éphèse, a composé une complainte pour sa mort.
Après la mort de Marie, l'empereur ne se remaria jamais et mourut sans enfant le 31 octobre 1448. Il fut remplacé par son frère cadet Constantin XI, qui devint le dernier empereur. Constantin, veuf lors de son accession au trône, ne se remaria jamais.

### Sources primaires
- Histoire Doukas (écrivain)
- Chronique de George Sphrantzès